# 권설음
권설음(捲舌音, 영어: retroflex consonant, apico-domal consonant, cacuminal consonant, cerebral consonant) 또는 혀말이소리는 후치경음과 조음점이 같지만 경구개를 향하여 혀끝을 말아 올려 설첨이나 설단과, 후치경 사이에서 조음해서 내는 자음이다. 국제 음성 기호에 있는 권설음은 아래와 같다.
| IPA | 이름             | 예         | 예              | 예              | 예       |
| IPA | 이름             | 언어       | 철자            | IPA             | 뜻       |
| --- | ---------------- | ---------- | --------------- | --------------- | -------- |
|     | 권설 비음        | 스웨덴어   | Vänern          | [vɛː.neɳ]       | 베네른호 |
|     | 무성 권설 파열음 | 베트남어   | Nha Trang       | [ɲɑ.ʈɑŋ]        | 냐짱     |
|     | 유성 권설 파열음 | 스웨덴어   | nord            | [nuːɖ]          | 북, 북쪽 |
|     | 무성 권설 마찰음 | 중국어     | 上海 (Shànghǎi) | [ʂɑŋ˥˩.xaɪ˨˩˦]  | 상하이   |
|     | 유성 권설 마찰음 | 러시아어   | изображение     | [izəbra:ʐɪnɪjə] | 이미지   |
|     | 무성 권설 파찰음 | 중국어     | 中國 (Zhōngguó) | [ʈʂ͡ʊŋ˥.ku̯ɔ˧˥]   | 중국     |
|     | 유성 권설 파찰음 | 폴란드어   | Kambodża        | [kambɔɖʐ͡a]      | 캄보디아 |
|     | 권설 접근음      | 타밀어     | தமிழ் (Tamil')    | [tæmɪɻ]         | 타밀     |
|     | 권설 설측 접근음 | 라자스탄어 | फळ              | [pʰəɭ]          | 과일     |
|     | 권설 탄음        | 하우사어   | shaara          | [ʃáːɽa]         | 포괄적인 |

## 같이 보기
- 조음 위치